# محطة خبب
محطة قطارات خبب هي محطة قطار في بلدة خبب في جنوب سوريا على خط سكة حديد الحجاز التي تنطلق من المركز في مدينة دمشق وتتوسط الطريق بين محطتي الحجاز في دمشق ومحطة درعا وتأتي بعد محطة جباب، وقد تم بناء المحطة في بداية القرن العشرين خلال الانتداب الفرنسي.
يغلب على بناء المحطة الطابع الأوروبي الفرنسي واستخدمت في بنائها الحجارة البازلتية السوداء المشهورة فيها منطقة خبب ومناطق جنوب سوريا، يوجد بجانب المحطة البئر المعروف بالبئر العثماني الذي كان يزود المسافرين والرحالة بالماء.
تعرضت المحطة قديمآ لخراب ونهب من قبل البدو الذين كان يتزعمهم شخص اسمه طلال سليمان. تم إصلاح وترميم المحطة ثلاث مرات، آخر التعديلات كانت سنة 2005 حيث عادت المحطة إلى رونقها القديم تقريباً.
كان دور خط سكة الحديد هو نقل البضائع والحجاج بين بلاد الشام من مركزها في دمشق ومنطقة الحجاز في السعودية ولكن هذا الخط تعرض للتدمير من قبل قوات الحلفاء والجيش العربي بقيادة أمير منطقة الحجاز الهاشمي في الحرب العالمية الأولى وإلى الآن لم يتم إصلاح هذا الخط إلا في سوريا والأردن. وفي السعودية يجري الحديث عن إعادة نشاط الخط الحديدي.